# تجربة قطرة الزيت
تجربة قطرة الزيت أو تجربة ميليكان هي من أشهر الطرق لقياس الشحنة الأولية e (وهي شحنة الإلكترون). قام بها روبرت ميليكان وهارفي فليتشر سنة 1909 م، وذلك بتحريك قطرة صغيرة من الزيت في مجال كهربائي بمعدل يوازن قوى الجاذبية، واللزوجة (عند مروره خلال الهواء)، والقوة الكهربائية. يمكن حساب تلك القوى خلال الجاذبية واللزوجة حسب كمية وسرعة قطرة الزيت، فمنها يمكن استنباط القوة الكهربائية. بما أن القوة الكهربائية هي نتاج الشحنة الكهربائية ومجال كهربي معطى، فيمكن حساب الشحنة الكهربائية لقطرة الزيت بدقة تامة. نجد عند قياس الشحنة لقطرات زيت مختلفة، أن الشحنات كلها هي مضاعفات صحيحة لشحنة صغيرة مفردة تسمى الشحنة الأولية e.
مبدأ التجربة هو موازنة قوى الثقالة نحو الأسفل مع قوى الطفو والقوى الكهربائية نحو الأعلى المؤثرة على قطرة دقيقة من الزيت متوازنة بين قطبين معدنيين. وبما أن كثافة الزيت معروفة، فيمكن حساب كتل القطرات وقوى الثقالة والطفو بمعرفة نصف قطر القطرات. استطاع ميليكان وفليتشر بعد تحديد الحقل الكهربائي أن يحددا الشحنة الكهربائية في قطرات الزيت باستخدام التوازن الميكيانيكي. وقد استطاعوا بعد تكرار التجربة على عدة قطرات أن يؤكدوا أن الشحنات كانت مضاعفات بعض القيم الأساسية، وحسبوها مساوية 1.5924×10−19 كولوم بفارق واحد بالمئة عن القيمة المقبولة حاليا والمساوية لـ 1.602176487×10−19 كولوم، حيث افترضوا أنها شحنة الإلكترون الواحد.

## الجهاز

يُوضح هذا الشكل مقطعًا عرضيًّا لجهاز مِقْطرة الزيت الكهربائية والتي استخدمها ملِّيكان في حساب شحنة الإلكترون.

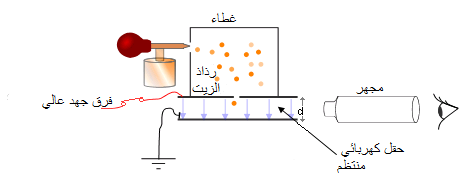
رسم توضيحي لتجربة قطرة الزيت لميليكان.

يحتوي جهاز ملِّيكان (مِقطرة الزيت الكهربائية) على زوج من الصفائح المعدنية الأفقية المتوازية. عند تطبيق فرق جهد على الصفائح، ينشئ بينهما حقلًا كهربائيًّا في الفراغ. وقد استخدمت اسطوانة من مادة عازلة لفصل الصفائح عن بعضها البعض، ثم فتحت أربع فتحات في جدار الاسطوانة ثلاث منها للإضاءة بضوء ساطع والفتحة الآخرى تستخدم للرؤية باستخدام المجهر.
تنفث غمامة ذات قطرات زيتية دقيقة في الحجرة فوق الصفائح. وهذا الزيت يستخدم عادةً في أجهزة التفريغ لتمتعه بضغط بخار منخفض جدًّا. الزيت العادي يتبخر نتيحة الحرارة الصادرة عن المنبع الضوئي فتتغير كتلة قطرة الزيت أثناء التجربة. تُشحن بعض القطرات كهربائيًّا نتيجة الاحتكاك مع فوهة النفث أثناء النفث. كما يمكن أن تشحن القطرات بإضافة منبع إشعاع أيوني إلى الجهاز (مثل أنبوب الأشعة السينية). تدخل القطرات في الفراغ بين الصفيحتين فتخضع القطرات المشحونة إلى تأثير الحقل الكهربائي، فيمكننا أن نوازن ميكانيكيًّا القوى المؤثرة أو نجعلها تهبط أو ترتفع وذلك بتغيير الجهد بين الصفائح.

## وصلات خارجية
- شرح تجربة قطرة الزيت ميليكان (لغة إنكليزية) على يوتيوب